# Csíkos pampamacska
A csíkos pampamacska (Leopardus colocolo) a ragadozók (Carnivora) rendjébe, azon belül a macskafélék (Felidae) családjába tartozó faj.

## Előfordulása
Brazíliában, Peruban,  Bolíviában, Ecuadorban, Chilében és Argentínában honos.

## Megjelenése
A csíkos pampamacska 55–70 cm és 3–7 kg. A szőrzetének a színe szürke, a foltjai sötétbarnák, a hátán a foltok csíkokba tömörülnek, melyekről a nevét is kapta.

## Életmódja
A csíkos pampamacska 9-16 évig él.